# Коста Андреев
Коста Генов Андреев е български офицер, флотилен адмирал, (бригаден генерал).

## Биография
Роден е на 1 януари 1962 г. в град Долни чифлик. През 1984 г. завършва Висшето военноморско училище във Варна. Започва службата си като командир на минно-артилерийска бойна част на базов тралчик в трети отделен дивизион тралчици. От 1986 до 1989 г. е помощник-командир на базов тралчик в същия дивизион. Между 1989 и 1992 г. е командир на тралчика. От 1993 до 1994 г. е командир на базов миночистач в трети дивизион миночистачни кораби. В периода 1995 – 1997 г. е офицер по кадровите въпроси на Военноморска база Варна. След това до 1999 г. е старши помощник-началник по кадровите въпроки на отделение „Личен състав“ в базата. През 2001 г. завършва Военната академия в София. След което е назначен за началник-щаб на 18-и дивизион кораби със спомагателно назначение във Военноморска база Варна. Бил е началник-щаб на дивизиона. От 2003 до 2008 г. е командир на дивизиона. През 2009 г. завършва Военноморския колеж на САЩ в Ню Порт. След завръщането си е назначен за заместник-началник на щаба, той и началник на направление „Бойна готовност и оперативна съвместимост“ в щаба на военноморска база Варна. От 2009 до 2010 г. е началник на щаба на военноморската база. Между 2010 и 2011 г. е началник на управление „Външно сътрудничество“ в операцията на ЕС Алтеа. След това отново за една година е началник-щаб на военноморската база. От 2011 до 2012 г. е изпълняващ длъжността командир на Военноморска база Варна. Между 2012 и 2015 г. е началник-щаб на Военноморските сили.
От 2015 г. е заместник-командир на Военноморските сили и с първо адмиралско звание. На тази длъжност остава до 10 май 2016 г.,
а след това е назначен за военен аташе във Великобритания.
Във връзка с преименуването на званието комодор във флотилен адмирал, с указ от 9 януари 2017 г. е удостоен с висше офицерско звание флотилен адмирал.
Мандатът му като военен аташе във Великобритания изтича през лятото на 2019 г, като след това престоява няколко месеца в щат разпореждане до 1 януари 2020 г, когато е освободен от военна служба и преминава в запаса. От февруари 2020 г. като цивилен е Мениджър Морско Образование и Квалификация към Технически университет – Варна. Ще бъде снет на 1 януари 2025 г. от запаса поради навършване на пределна възраст за генерали 63 г.

## Образование
- Висше военноморско училище, Варна, специалност „Корабоводене за ВМФ“ (1979 – 1984),
- Военна академия „Г.С.Раковски“ (1999 – 2001)
- Военноморски колеж на САЩ в Ню Порт (до 2009)

## Военни звания
- Лейтенант (1984)
- Старши лейтенант (1987)
- Капитан-лейтенант (1991)
- Капитан III ранг (1996)
- Капитан II ранг (2002)
- Капитан I ранг (14 юни 2005)
- Комодор (30 октомври 2015), от 9 януари 2017 г. преименуван на флотилен адмирал

## Награди
- Почетен знак „Св. Георги“ II степен
- Награден знак „За вярна служба под знамената“ – IIІ степен
- Медал за участие в мисията на Европейския съюз „Алтея“
- Награден знак „За участие в мисия“